# La Nature (Mucha)
Pour les articles homonymes, voir Nature (homonymie).
La Nature est une sculpture d’Alfons Mucha réalisée entre 1899 et 1900. 
On en connaît actuellement sept exemplaires, il pourrait en exister une dizaine. L'un d'entre eux est exposé au musée Fin-de-Siècle de Bruxelles en Belgique. Deux sont en Allemagne dans la collection Ferdinand Wolfang Ness du musée de Wiesbaden et au Badisches Landesmuseum. Un quatrième est au musée des Beaux-Arts de Virginie. Le cinquième est au musée Alphonse Mucha à Sakai, au Japon.
Chaque exemplaire est en bronze, la patine et la matière des ornements diffère pour chacun.
La sculpture représente un buste de femme au visage énigmatique, les yeux mi-clos, portant des boucles d’oreilles pendantes et avec une longue chevelure sur laquelle repose une imposante tiare.
La Nature serait une allégorie et une représentation de l’idéal féminin de la Belle Époque. Beaucoup y voient les traits de la danseuse Cléo de Mérode dont l’artiste était un admirateur. Cette sculpture est un des chefs-d’œuvre du style art nouveau.

## Exemplaires connus
L'exemplaire du musée Fin-de-Siècle est un buste d’art nouveau en bronze doré de 70 cm de haut et un peu moins 30 cm de large dont les ornements (pierre de la tiare et boucles d’oreilles) sont en malachite. Elle est présentée sur un socle rond en marbre de 116 cm de haut et 24 cm de diamètre.
L'exemplaire du musée de Wiesbaden est en bronze argenté pour le torse et le visage et en bronze doré pour la chevelure et les ornements. La jeune femme porte des créoles et l’œuf est en lapis-lazuli.
L'exemplaire du musée des Beaux-Arts de Virginie est un buste en bronze argenté avec les cheveux dorés et son œuf en porphyre rouge est plus imposant que l'exemplaire de Bruxelles.
Un autre buste dans une patine mate fait partie de la collection du Musée Alphonse Mucha à Sakai, au Japon.

## Histoire

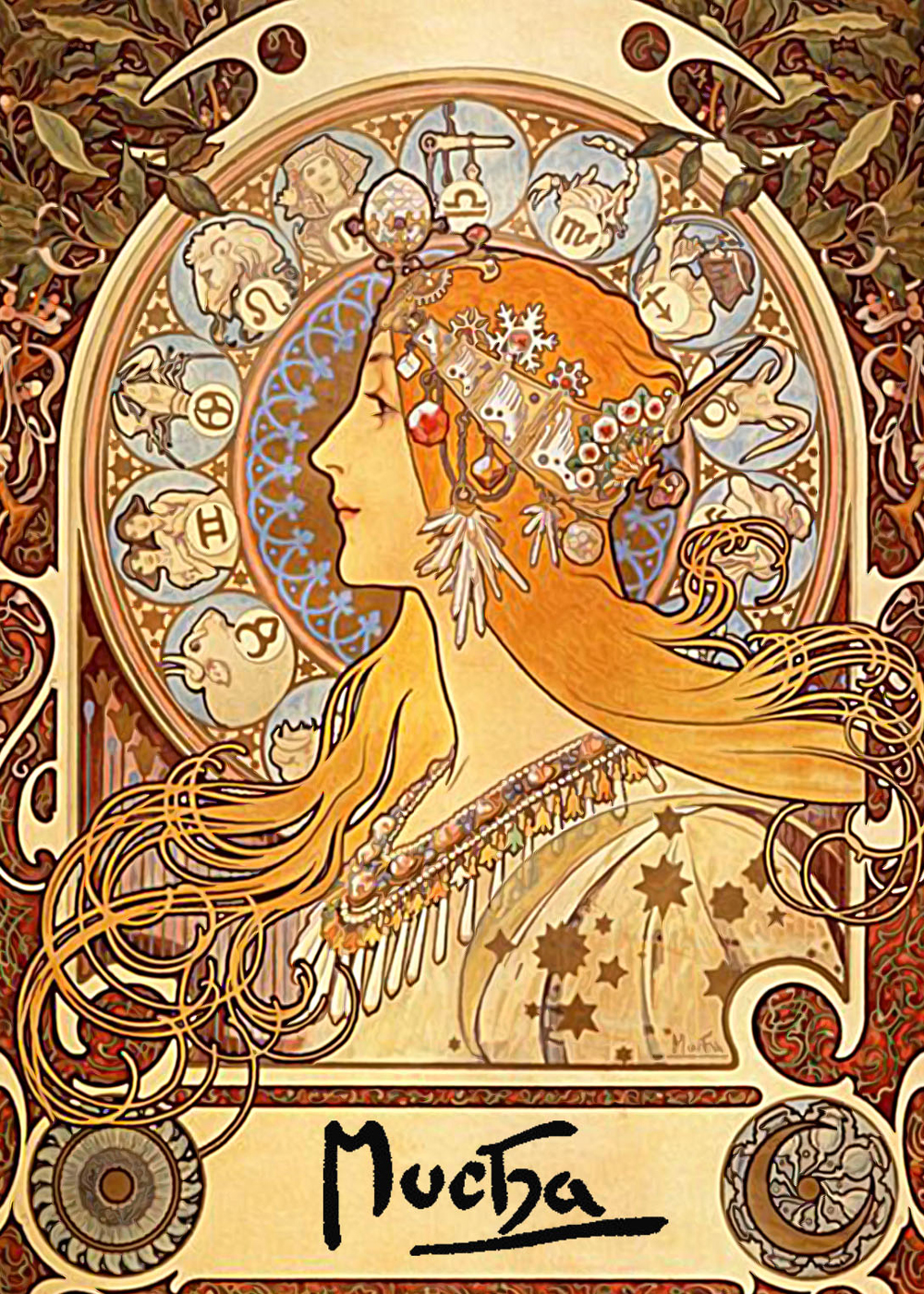
Un dessin de l'artiste réalisé avant La Nature.

Elle a été sculptée par Alfons Mucha qui en a confié la réalisation au fondeur Auguste Seysses.
Il s'agit d'une commande a destination du pavillon Autrichien, censée représenter la noblesse de la Nation. La Nature est exposée pour la première fois lors de l’exposition universelle de Paris en 1900. Il existe une photo du modèle original, illustrée sous le numéro 102 du catalogue officiel, et une brève description donnée par Anna Dvorak dans une publication sur l’exposition consacrée à l’Art des Petits Etats Européens : « un buste en bronze de La Nature avec des boucles d’oreilles dorées, un ornement en porphyre sur la tête (…) ».
L’accueil qu’elle reçoit est sans précédent, grâce aux 48 millions de visiteurs lors des 212 jours que durent la présentation, ce qui vaudra à Mucha d’atteindre le sommet de sa renommée. En effet, après l’exposition universelle, l’artiste se voit proposer la décoration de la célèbre boutique de la bijouterie Fouquet. Il pense au début à en faire un écrin pour sa Nature.
L’œuvre est ensuite proposée à l’exposition universelle de Turin en 1902. Les statues disparaissent dans des collections privées. Les différentes versions de La Nature sortent de l'ombre dès les années 1960.
Jusque là, seule la version réalisée pour la boutique de la bijouterie Fouquet était connue. Cette boutique est aujourd'hui reconstituée au musée Carnavalet de Paris. Les autres bustes refont surface en 1965, 1971, 1972, 1988 et 2002.
Le buste du musée Fin-de-Siècle, Bruxelles, est mis en vente aux enchères chez Christie's. La baronne Anne-Marie Crowet en fait l’acquisition pour 11 000 livres. Elle fera une dation de toute sa collection d’art nouveau en 2005 aux musées royaux de Bruxelles. La collection fera l’objet d’une exposition temporaire puis retournera dans les réserves jusqu’à l’ouverture du musée Fin-de-Siècle.

## Actualité
Dans une vente du 28 mai 2019 organisée par la prestigieuse maison de vente Sotheby's, le septième exemplaire connu est vendu aux enchères pour 672 500 € (550 000 $). Cette sculpture est presque jumelle de celle du musée de Bruxelles. À titre de comparaison, le sixième exemplaire vendu à New-York en 2002 est parti à 807 000 $.
Lorsque l’œuf ornant la couronne est retiré, il reste la trace de la douille originale, ce qui explique la présence d'un trou dans le dos de la sculpture.

## Galerie d'images

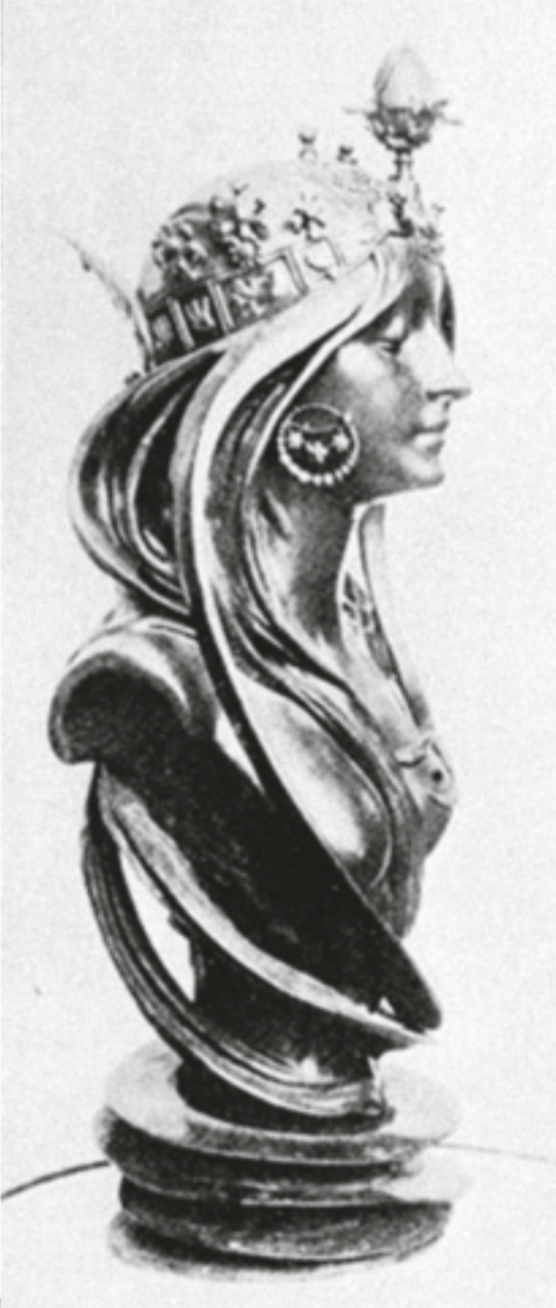
Photo de la sculpture présentée lors de l'exposition de 1900.
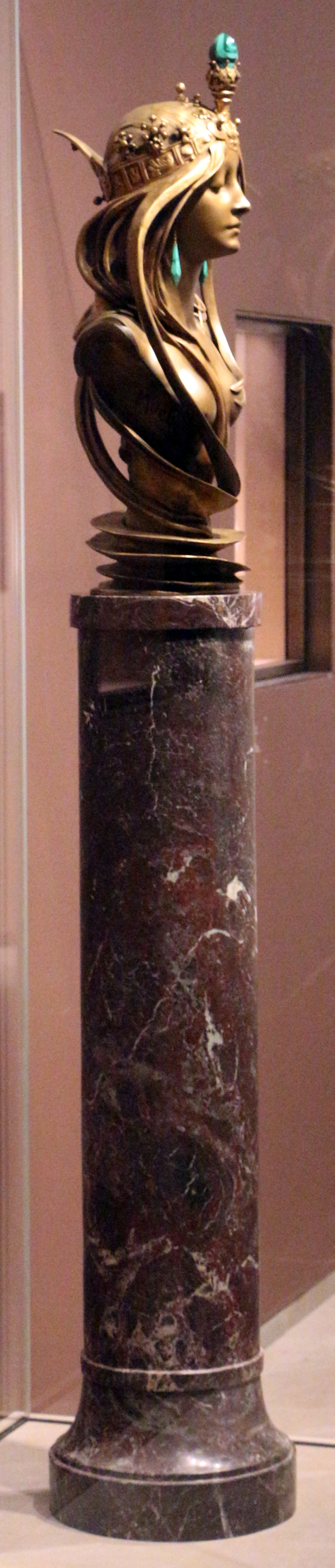
La sculpture du musée Fin-de-Siècle de profil sur son socle.
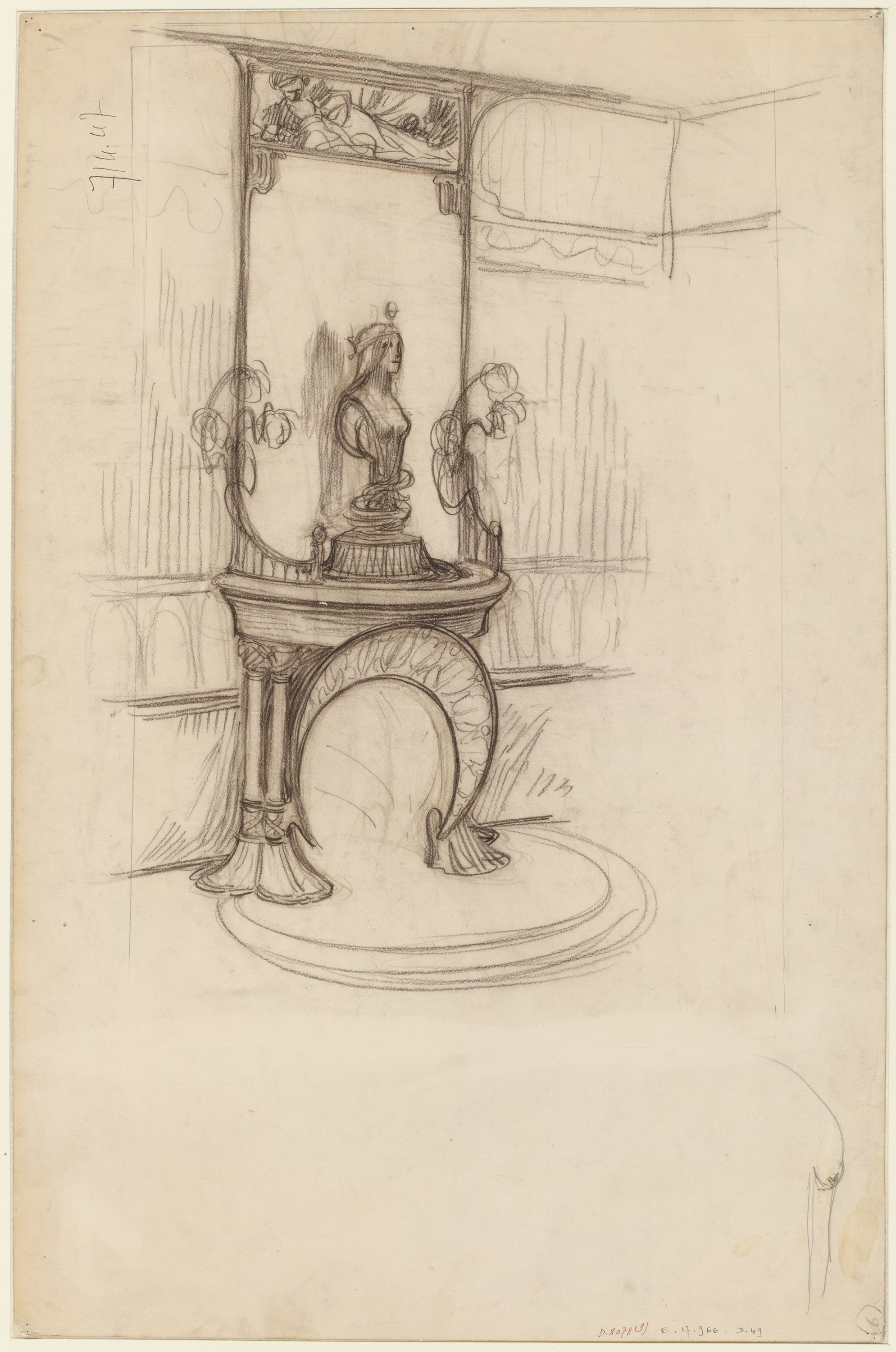
Cheminée décorative avec le buste de La Nature, dessin d'Alphonse Mucha, conservé au musée Carnavalet, Paris.